# Lasiodora saeva
Lasiodora saeva är en spindelart som först beskrevs av Charles Athanase Walckenaer 1837.  Lasiodora saeva ingår i släktet Lasiodora och familjen fågelspindlar.
Artens utbredningsområde är Uruguay. Inga underarter finns listade i Catalogue of Life.